# Louis Aragon
Louis Aragon (París, 3 d'octubre del 1897 - 24 de desembre del 1982) va ser un poeta i novel·lista francès.

## Biografia
Després de participar en el dadaisme, va ser un dels fundadors del surrealisme (Le Paysan de Paris) al costat d'André Breton i Philippe Soupault. Posteriorment, va militar al Partit Comunista Francès, on va romandre la resta de la seva vida, encara que sense perdre el seu esperit crític (Odes à Maurice Thorez). Va ser juntament amb Robert Desnos, Paul Éluard, Jean Prévost, Jean-Pierre Rosnay i d'altres, entre els poetes que van prendre decididament partit, durant la Segona Guerra Mundial, per la Resistència contra el nazisme (Le Crève-Coeur).
La seva poesia està inspirada des dels anys 1940 per l'amor a la seva esposa, Elsa Triolet (Les Yeux d'Elsa), cunyada de Maiakovski. La seva obra duu també entrellaçada la secreta ferida de no haver estat reconegut pel seu pare, Louis Andrieux, diplomàtic, 30 anys major que la seva mare, que va decidir, per preservar l'honor de la seva família i de la seva amant, fer-lo passar pel seu germà petit. Evoca el que va ser el secret de la seva vida en el llibre de poemes titulat Domaine Privé.
El 1957, fou guardonat amb el Premi Lenin de la Pau entre els pobles.
Triat acadèmic de la Goncourt el 1967, va dimitir l'any següent. Va ser inhumat al parc del Molí de Villeneuve, de la seva propietat, a Saint-Arnoult-en-Yvelines, al costat de la seva dona Elsa Triolet que reposa allà des del 1970.

## Obra
Poeta de l'amor, Aragon signa una obra poètica plural, on el vers lliure disputa amb la poesia la manera de renéixer. La seva producció novel·lística s'adapta als variats estils del seu segle: novel·la dadaista, novel·la realista, nova novel·la...